# Hydatina albocincta
Hydatina albocincta is een slakkensoort uit de familie van de Aplustridae. De wetenschappelijke naam van de soort is voor het eerst geldig gepubliceerd in 1839 door van der Hoeven.